# Boemund IV
Boemund IV Jednooki (zm. 1233) – hrabia Trypolisu od 1187 do 1233 i książę Antiochii od 1201 do 1216 i od 1219 do 1233.
Boemund IV był synem Boemunda III i jego pierwszej żony – Orgueilleuse d'Harenc. Boemund III miał też wnuka Rajmunda Rubena. Rajmund-Ruben dążył do objęcia władzy w Antiochii, mimo że został wykluczony z sukcesji.
Ostatecznie obalił on na krótko Boemunda IV, ponieważ w latach 1216–1219 wspierał go król Małej Armenii – Leo II.
Beomund IV poślubił Placencję (zm. 1217), córkę Hugona III Embriaco, pana Gibelet, i Stefanii de Milly. Mieli oni czterech synów:
- Rajmunda (1195 – zamordowany w Tortosi, w 1213),
- Boemunda V (zm. 1252), księcia Antiochii,
- Filipa (zm. 1226), króla Armenii,
- Henryka (zm. 1272), ojca Hugona III Cypryjskiego.

W 1218 poślubił Melisendę Lusignan, córkę Amalryka II de Lusignan i Izabeli Jerozolimskiej, królów Cypru i Jerozolimy. Para ta miała trzy córki:
- Orgueilleuse,
- Helvis,
- Marię, pretendentkę do tronu Jerozolimy.